# General Donovan
General Donovan is een departement in de Argentijnse provincie Chaco. Het departement (Spaans:  departamento) heeft een oppervlakte van 1.487 km² en telt 13.385 inwoners.

## Plaatsen in departement General Donovan
- La Escondida
- La Verde
- Lapachito
- Makallé